# Anisogaster pictipennis
Anisogaster pictipennis är en skalbaggsart som beskrevs av Leon Fairmaire 1901. Anisogaster pictipennis ingår i släktet Anisogaster och familjen långhorningar.
Artens utbredningsområde är Madagaskar. Inga underarter finns listade i Catalogue of Life.